# Aleksander Zabierzowski
Aleksander Zabierzowski (ur. 27 kwietnia 1818 w Myszyńcu w powiecie ostrołęckim, zm. 18 sierpnia 1870 w Warszawie) – polski architekt.

## Życiorys
Edukację rozpoczął w Pułtusku i w 1839 ukończył warszawskie gimnazjum. Przygotowując się do zawodu architekta przez 3 lata pracował u Antonia Corazziego w Warszawie. Następnie wyjechał do Włoch i uczył się w Akademii Sztuk Pięknych we Florencji (Accademia di Belle Arti di Firenze) i przez dwa lata uczęszcza na wykłady na wydziale architektury w Akademii Św. Łukasza w Rzymie, którą ukończył ze srebrnym medalem.
W 1846 powrócił z Włoch i został mianowany budowniczym powiatu krasnostawskiego. Według jego projektów postawiono kilka pałaców wiejskich oraz budynków mieszkalnych w samym Krasnymstawie. W 1853 przeniesiony został do Radomia i tu rozpoczął wydawanie pierwszych zeszytów dotyczących budownictwa wiejskiego. 
Po roku 1856 według jego projektów postawiono w Warszawie kilka kamienic przy ulicach: Wiejskiej, Wareckiej, Twardej i Orlej.
Ostatnią jego pracą był budynek Teatru Letniego w Ogrodzie Saskim w Warszawie otwarty w II połowie 1870.

## Publikacje
- Praktyczne budownictwo wieyskie, zbiór planów, dwie seryje: I-sza Radom i Warszawa, 1857–58, 12 zeszytów, seryja II-ga zeszytów 7, Warszawa, 1862;
- Przewodnik praktyczny dla budujących, Warszawa, 1860.